# مهم نیست چی میگن (مجموعه تلویزیونی)
مهم نیست چی میگن (انگلیسی: No Matter What) (به کره‌ای: 누가 뭐래도) یک سریال تلویزیونی به کارگردانی سونگ جون‌ها محصول ۲۰۲۰ کره جنوبی است.